# فرنسيسكو باريتو
فرنسيسكو باريتو (بالبرتغالية: Francisco Barreto‏) هو مستكشف برتغالي، ولد في 1520 في فارو في البرتغال، وتوفي في 9 يوليو 1573 في Vila de Sena ‏ في موزمبيق بسبب مرض معد.

## وصلات خارجية
- فرنسيسكو باريتو على موقع الموسوعة البريطانية (الإنجليزية)